# Armaan Ebrahim

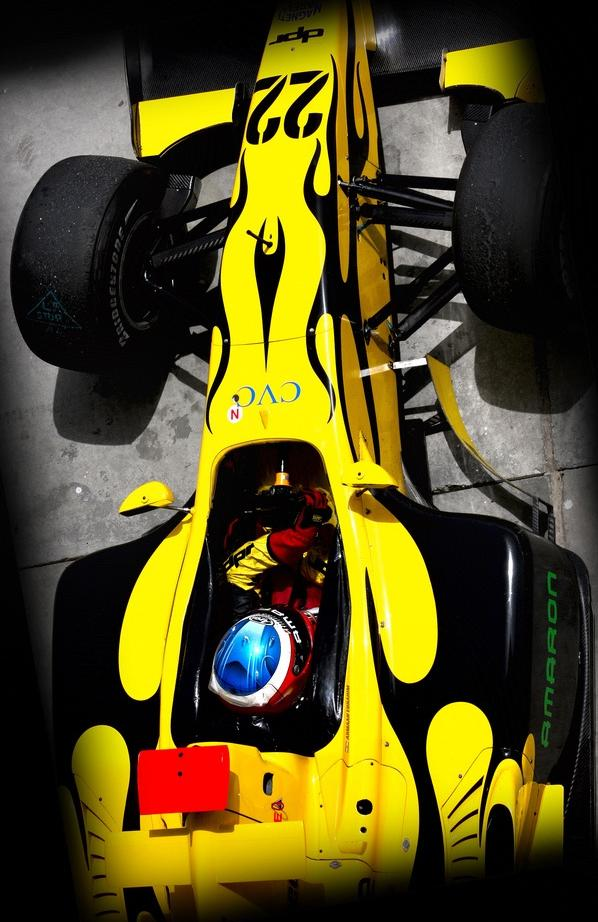
Armaan Ebrahim in der GP2-Asia Serie 2008

Armaan Ebrahim (* 17. Mai 1989 in Chennai, Tamil Nadu) ist ein indischer Automobilrennfahrer. Er ist der Sohn des ehemaligen indischen Formel-3-Meisters Akbar Ebrahim.

## Karriere
Ebrahim startete seine Karriere im Kartsport und wurde 2004 Formel-LGB-Meister. 2005 fuhr er in der asiatischen Formel BMW und belegte den fünften Gesamtrang. In der A1GP-Saison 2005/2006 startete Ebrahim in sechs Rennen für das Team seines Heimatlandes. Im folgenden Sommer fuhr er in der britischen Formel Renault, in der er den 24. Gesamtrang erreichte. In der A1GP-Saison 2006/2007 startete Ebrahim erneut für sein Heimatland. Anschließend startete er in der asiatischen Formel Renault V6 und wurde mit fünf Siegen Vizemeister hinter James Winslow.
2008 fuhr Ebrahim für David Price Racing in der GP2-Asia-Serie. Sein Teamkollege war für ein Rennen Andy Souček und für die restliche Saison Diego Nunes. Mit einem neunten Platz als bestes Resultat belegte er am Saisonende punktelos den 26. Gesamtrang. In der regulären GP2-Saison 2008 kam Ebrahim im Gegensatz zu seinen Teamkollegen nicht zum Einsatz. Stattdessen nahm er an einigen Rennen der asiatischen Formel Renault V6 teil und lag mit zwei Siegen auf dem siebten Platz. 2009 ging Ebrahim in der wiederbelebten Formel 2 an den Start und beendete die Saison auf dem 17. Gesamtrang. Außerdem startete er als Gaststarter bei zwei Rennen des deutschen Formel-3-Cups. 2010 bestritt Ebrahim seine zweite Saison in der Formel 2. Beim letzten Rennwochenende erzielte er mit einem dritten Platz seine erste Podest-Platzierung in der Formel 2. Am Saisonende belegte er den zehnten Gesamtrang. 2011 ging Ebrahim erneut in der Formel 2 an den Start. Nach dem sechsten Rennwochenende stieg er aus der Serie aus. Am Saisonende lag er auf dem 15. Platz der Fahrerwertung.
2012 ging Ebrahim in Nordamerika in der Indy Lights für Fan Force United an den Start. Nach den ersten fünf Rennen trennte sich sein Team von ihm und ersetzte ihn durch Bryan Clauson. In der Fahrerwertung wurde er 13. Im Anschluss nahm Ebrahim für Sunred an einer Veranstaltung der FIA-GT1-Weltmeisterschaft teil.

## Statistik

### Karrierestationen
| - 2005: Asiatische Formel BMW (Platz 5) - 2006: A1GP - 2006: Britische Formel Renault (Platz 24) - 2007: A1GP | - 2007: Asiatische Formel Renault V6 (Platz 2) - 2008: GP2-Asia-Serie (Platz 26) - 2008: Asiatische Formel Renault V6 (Platz 7) - 2009: Formel 2 (Platz 17) | - 2010: Formel 2 (Platz 10) - 2011: Formel 2 (Platz 15) - 2012: Indy Lights (Platz 13) - 2012: FIA-GT1-Weltmeisterschaft (Platz 25) - 2015: Lamborghini Super Trofeo Asia - ProAm (Platz 1) - 2016: Lamborghini Super Trofeo Asia - ProAmB (Platz 1) |